# An Honest Mistake
«An Honest Mistake» —en español: «Un error honesto»— es una canción interpretada por la banda estadounidense de rock The Bravery, escrita por su vocalista Sam Endicott. El tema fue lanzado como primer sencillo de su álbum debut The Bravery (2005), el 28 de febrero de 2005.

## Video musical
El vídeo de "An Honest Mistake" fue dirigido por Michael "Mike" Palmieri (Foo Fighters, The Strokes) y presenta a la banda interpretando la canción aparentemente rodeada por una máquina de Rube Goldberg. La cadena comienza con varias filas de fichas de dominó e incluye muchos otros objetos, como bombillas, huevos y un acuario. Se muestran diferentes partes de la acción desde múltiples vistas, a menudo mostrándolas de una manera, cambiando a otro ángulo y luego volviendo a la vista original. Finalmente, una flecha en llamas se dispara hacia un objetivo, pero falla hacia la derecha.

## Recepción crítica
La escritora de AllMusic, MacKenzie Wilson, dijo que la canción "se pasea como el clásico New Order con su energía mecánica en tonos oscuros". Sarah Peters de Lost At Sea puso la canción junto a "Public Service Announcement" para mostrar la musicalidad perfeccionada de la banda y su conocimiento de la nueva ola, diciendo que cuando "saquen las ondas, no debería haber demasiados oyentes impresionados por la cantidad de la banda". de estudio: ¿por qué analizar y apreciar cuando puedes simplemente bailar?" Adam Moerder de Pitchfork Media consideró que la pista era una de las pocas destacadas del disco y la calificó como "uno de los pocos momentos atrevidos del álbum, con Endicott cantando burlonamente en falsete" No me mires de esa manera / Fue un error honesto."

## Lista de canciones
| «An Honest Mistake» – Sencillo en CD |                                         |          |  |
| N.º                                  | Título                                  | Duración |  |
| 1.                                   | «An Honest Mistake» (Superdiscount RMX) |          |  |
| 2.                                   | «An Honest Mistake» (69 Corp RMX)       |          |  |

| «An Honest Mistake» – Sencillo |                     |          |  |
| N.º                            | Título              | Duración |  |
| 1.                             | «An Honest Mistake» | 3:39     |  |
| 2.                             | «Hey Sunshiney Day» | 2:27     |  |

| «An Honest Mistake» – EP |                     |          |  |
| N.º                      | Título              | Duración |  |
| 1.                       | «An Honest Mistake» | 3:40     |  |
| 2.                       | «Hey Sunshiney Day» | 2:26     |  |
| 3.                       | «No Brakes»         | 3:05     |  |

## Videojuegos
- Aparece en el videojuego True Crime: New York City
- La versión Superdiscount Remix apareció en el videojuego de carreras Burnout Revenge

## Listas
| Estados Unidos | Hot Digital Songs   | 66 |
| Estados Unidos | Modern Rock Tracks  | 12 |
| Estados Unidos | Pop 100             | 75 |
| Estados Unidos | Billboard Hot 100   | 97 |
| Reino Unido    | UK Singles Chart    | 7  |
| Irlanda        | Irish Singles Chart | 33 |